# Château de Saint-Géran
Le château de Saint-Géran, aussi appelé château du Parc, est un édifice situé à Saint-Gérand-de-Vaux, en France.

## Localisation
Le château est situé sur la commune de Saint-Gérand-de-Vaux, dans le département de l'Allier, en région Auvergne-Rhône-Alpes, à un kilomètre au sud du bourg, dans un vaste parc clos de murs d'une longueur de 9 kilomètres.
Propriété privée, ouverte à la visite en saison.

## Description
Le corps central abrite des peintures Renaissance et un important décor de boiseries.

## Historique
Le château construit au Moyen Âge a été arasé au début du XVIIe siècle par Jean-François de La Guiche, qui comble les fossés, élève un nouveau bâtiment et ajoute une aile au sud, flanquée de deux tourelles en encorbellement. Elle abrite un large escalier. L'aile nord date du XIXe siècle.

## Protection aux monuments historiques
L'édifice est classé partiellement au titre des monuments historiques par arrêté du 24 juin 1986 et inscrit partiellement par arrêté du 12 décembre 2003.
Éléments protégés : les façades et les toitures du château ; l'intérieur du corps de logis principal et de l'aile sud du château ; portail monumental d'entrée, ferme avec ses bâtiments (portail d'entrée, tour-pigeonnier, logis, communs), intérieurs de l'aile nord du château, parc avec son mur de clôture et ses allées rayonnantes.